# Ernst Falkbeer
Ernst Karl Falkbeer (Brünn, 27 de junio de 1819-Viena, 14 de diciembre de 1885) fue un ajedrecista y periodista de ajedrez austríaco.

## Biografía
Falkbeer nació en Brünn, una ciudad que en 1819 pertenecía a Habsburgo, Austria, y que hoy se conoce como Brno en la República Checa. Falkbeer se mudó a Viena para estudiar derecho, pero terminó siendo periodista. Durante las revoluciones europeas de 1848, huyó de Viena a Alemania. Jugó al ajedrez con los maestros alemanes Adolf Anderssen y Jean Dufresne en Leipzig, Berlín, Dresde y Bremen.
En 1853, a Falkbeer se le permitió regresar a Viena. Dos años después, en enero de 1855, fundó la primera revista austríaca de ajedrez, Wiener Schachzeitung, que duró solo unos pocos meses. Fue a Londres donde jugó dos encuentros contra Henry Bird. Falkbeer perdió el partido de 1856 (+1 −2), pero ganó el partido de 1856/7 (+5 −4 = 4). En el torneo eliminatorio de Birmingham 1858 venció a Saint-Amant en la segunda ronda (+2 −1), pero perdió en la cuarta ronda final ante Johann Löwenthal (+1 −3 = 4) para terminar segundo.
Falkbeer editó una columna de ajedrez para The Sunday Times desde abril de 1857 hasta noviembre de 1859. Regresó a Viena en 1864, luego escribió una columna de ajedrez en Neue Illustrierte Zeitung de 1877 a 1885. Murió en Viena el 14 de diciembre de 1885.

## Contribución a la teoría de aperturas
Falkbeer es conocido por sus contribuciones a la teoría del ajedrez que por su juego individual. Introdujo el contragambito Falkbeer, que todavía se considera una de las líneas principales en el gambito de rey declinado. Siegbert Tarrasch sostuvo la opinión de que el contragambito Falkbeer es la refutación definitiva del gambito de rey.